# Камара, Мусса (гвинейский футболист)
Мусса Камара II (англ. Moussa Camara II; род. 27 ноября 1998, Сигири, Канкан) — гвинейский футболист, вратарь клуба «Хоройя» и сборной Гвинеи. 

## Клубная карьера

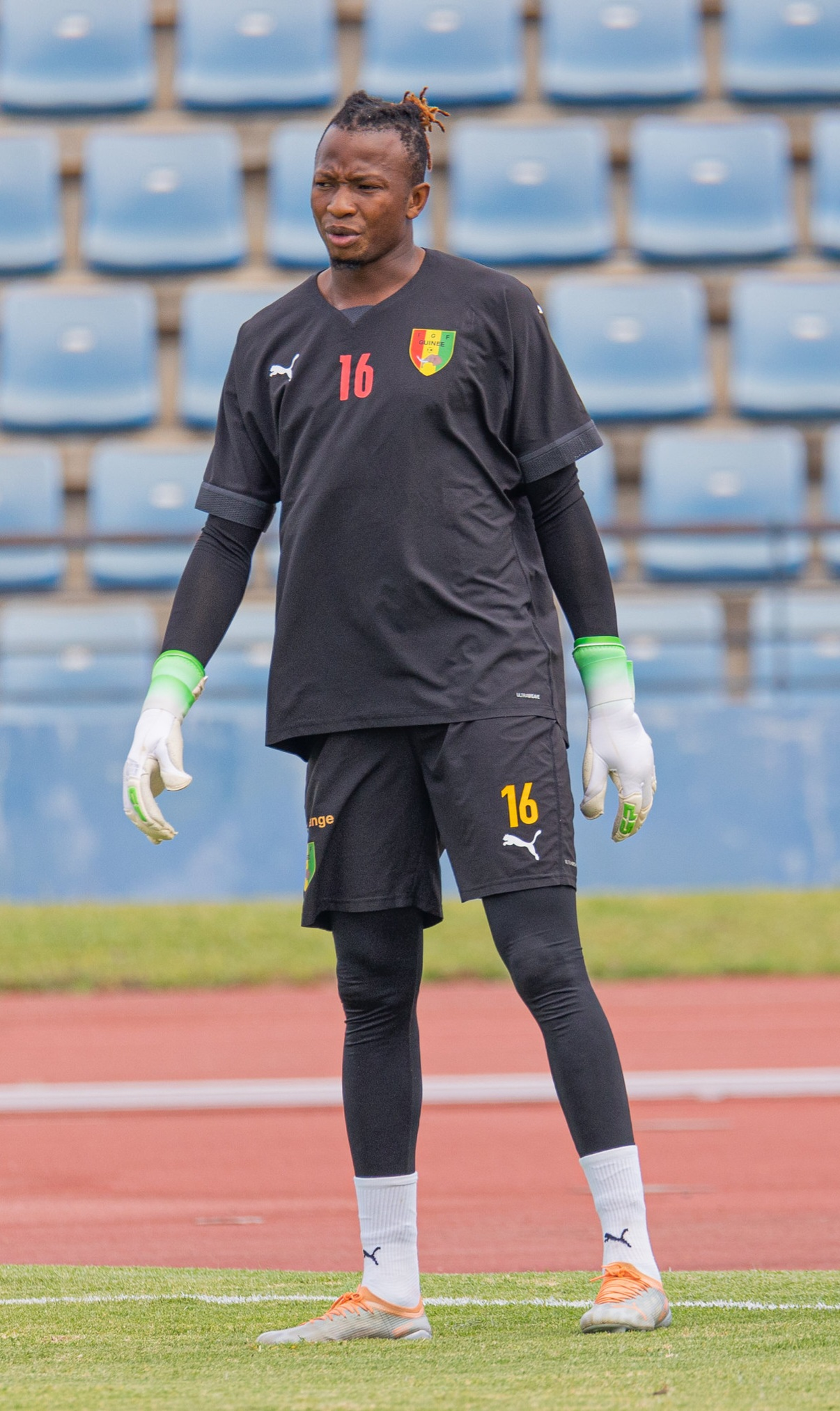
Камара в составе сборной Гвинеи

Камара — воспитанник клуба «Коломбада». В 2014 году Мусса подписал профессиональный контракт с «Мило». В том же году он дебютировал во Втором дивизионе Гвинеи. В 2015 году Камара перешёл в «Хоройя», заменив там ветерана команды Хадима Н’Диайя. 8 марта 2019 года в матче против тунисского «Эсперанса» Мусса дебютировал в Лиге чемпионов КАФ. В том ж году он дебютировал в чемпионате Гвинеи. В составе клуба Мусса 7 раз выиграл чемпионат. 

## Международная карьера
В 2015 году в составе юношеской сборной Гвинеи Камара принял участие в юношеском чемпионате мира в Чили. На турнире он сыграл в матчах против команд Англии, Южной Кореи и Бразилии. 
В 2017 году в составе молодёжной сборной Гвинеи Камара принял участие в молодёжном Кубке Африки в Замбии. На турнире он сыграл в матчах против команд Сенегала и ЮАР. в том же году Мусса принял участие в молодёжном чемпионате мира в Южной Корее. На турнире он сыграл в матче против сборной Южной Кореи. 
15 июля 2017 года в отборочном матче чемпионата африканских наций 2018 против сборной Гвинеи-Бисау Камара дебютировал за сборную Гвинеи. В 2022 году Мусса принял участие в Кубке Африки 2021 в Камеруне. На турнире он был запасным и на поле не вышел.

## Достижения
Клубные
 «Хоройя»
- Победитель чемпионата Гвинеи (7) — 2015/16, 2016/17, 2017/18, 2018/19, 2019/20, 2020/21, 2021/22